# Sopa de guandú con carne salada
La sopa o sancocho de guandú con carne salada o guandules es un plato típico del departamento colombiano del Atlántico, del cual existen variantes en otros puntos de la Costa Caribe colombiana como los departamentos de Sucre y de Córdoba.
Además del ingrediente esencial, que es el guandú (preferiblemente verde), la sopa lleva carne salada (de pecho), ñame, yuca, plátano maduro (que le da su característico sabor dulce), ñame, verduras (cebolla, ají dulce, ajo, cebollín criollo y cilantro) y condimentos (comino, sal, pimienta). Se puede agregar chicharrón. Se acompaña con arroz blanco o de coco, bollo de yuca y guarapo de panela o jugo natural.
En Córdoba se prepara un mote de guandú con berenjena, sin yuca y sin carne salada. En Chinú se le agrega puerco fresco o salado. En Sucre se prepara una variante que no lleva plátano maduro ni carne salada.

El sancocho de guandú es considerado el plato típico del carnaval de Barranquilla por darse hacia esa fecha la cosecha del grano en la región.

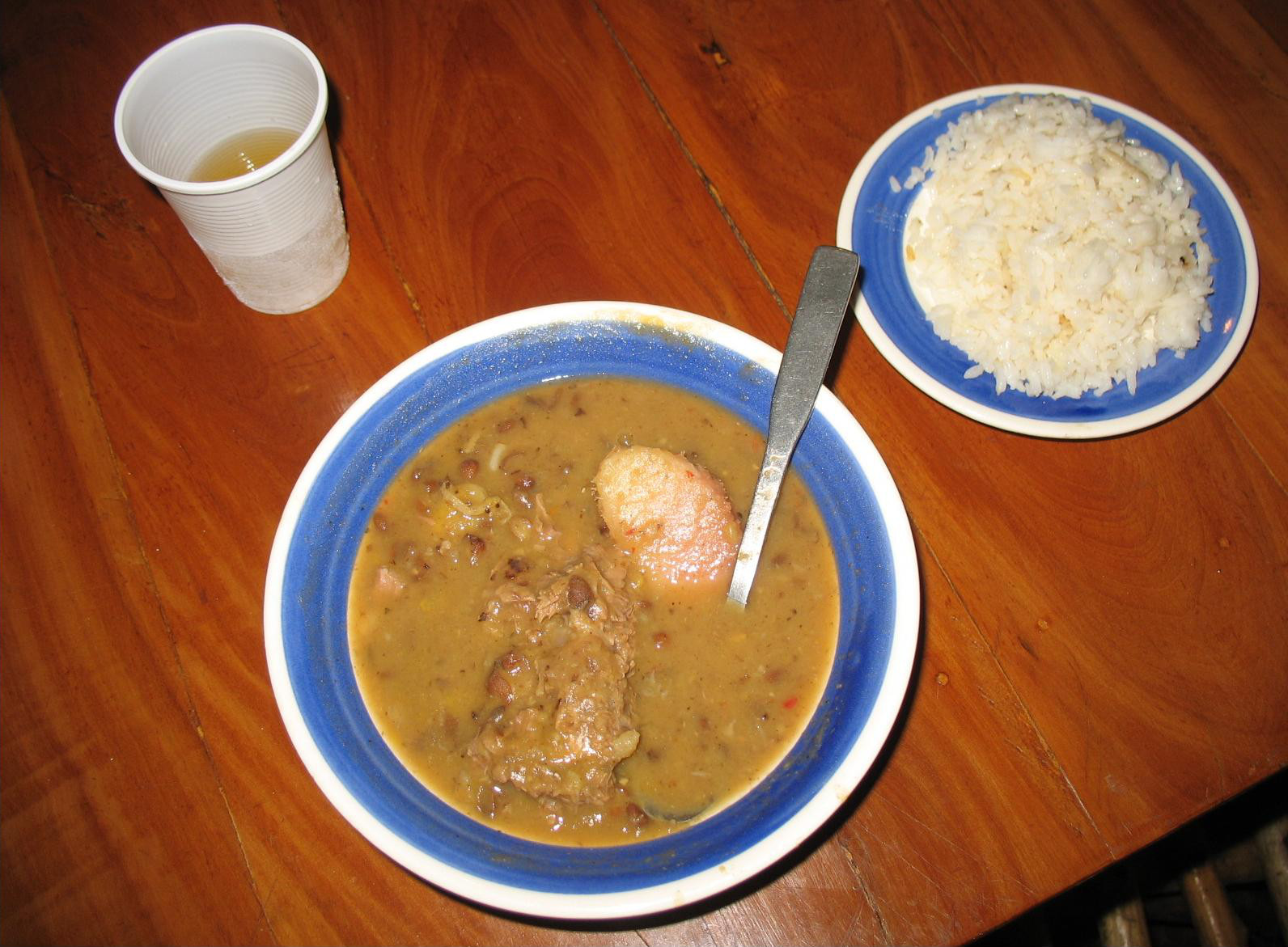
Sopa de guandú
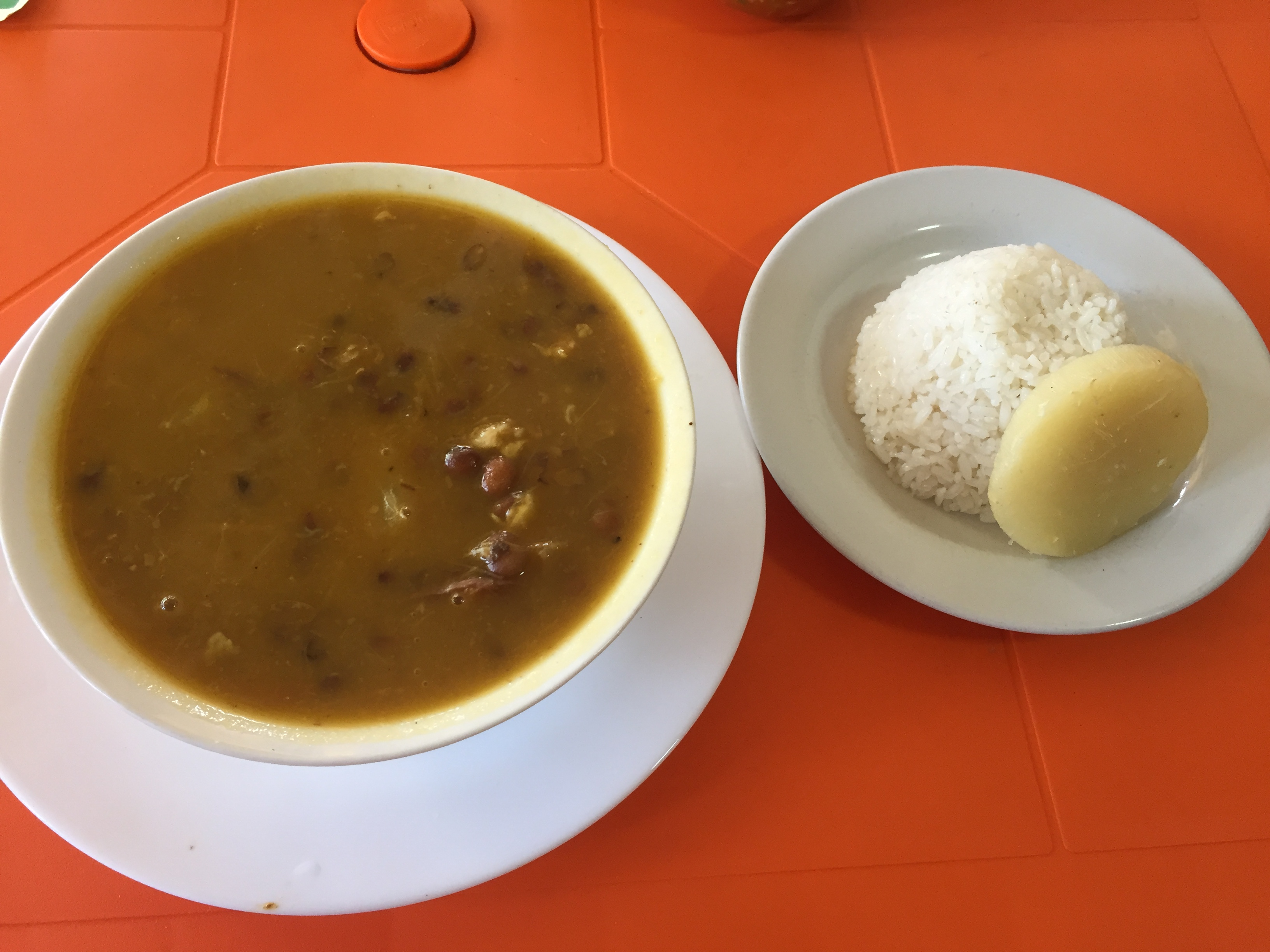